# Joy Bryant
Joy Bryant (ur. 18 października 1974 roku na Bronksie) – amerykańska aktorka, absolwentka Uniwersytetu Yale.